# Kent Andersson (ishockeyspelare)
Kent "Kneten" Andersson, född 4 januari 1954, är en svensk före detta ishockeyspelare som bland annat gjort tre säsonger i Elitserien för Örebro IK och Södertälje SK. Han är bror till Siverth Andersson som spelat flera säsonger i elitserien med Leksands IF.

## Spelarkarriär
"Kneten" debuterade i A-laget för sin moderklubb IFK Lindesberg redan som 16-åring 1969. 1973 värvades han till Örebro IK i dåvarande högsta serien  Div 1. Andersson var en framgångsrik målskytt i ett Örebrolag som var ett av de starkaste i sin serie och ofta vann stort. Säsongen 1975-76 gjorde han hela 50 mål och totalt 61 poäng på 22 matcher i ettan.
Andersson var med under båda Örebros ettåriga sejourer i Elitserien. 1980 värvades han till Södertälje SK som efter säsongens slut degraderades till ettan. Efter ytterligare två säsonger med Södertälje spelade han en säsong med HC Ambri-Piotta i Schweiz högsta division. Efter återkomsten till Sverige spelade han ett år med Västerås IK och några säsonger med IK Westmannia från Köping i ettan innan han varvade ner i division 2. Sista matchen spelades för Fellingsbro/Frövi i division 2 2005, då Andersson var över 50 år gammal.
Han gjorde 1034 mål under sin karriär.